# UFC 190
UFC 190: Rousey vs. Correia（ユーエフシー・ワンナインティー：ラウジー・バーサス・コヘイア）は、アメリカ合衆国の総合格闘技団体「UFC」の大会の一つ。2015年8月1日、ブラジル・リオデジャネイロ州リオデジャネイロのHSBCアリーナで開催された。

## 大会概要
本大会ではUFC世界女子バンタム級タイトルマッチとThe Ultimate Fighter Brazil 4決勝が組まれた。
WSOF女子ストロー級王者ジェシカ・アギラーがUFCデビュー。

## 試合結果

### アーリープレリム
第1試合 バンタム級ワンマッチ 5分3R
○  ギド・カネッティ vs.  ウゴ・ヴィアナ ×
3R終了 判定3-0（29-28、29-28、29-28）
第2試合 ミドル級ワンマッチ 5分3R
○  ヴィトー・ミランダ vs.  クリント・ヘスター ×
2R 2:38 TKO（グラウンドの肘打ち）

### プレリミナリーカード
第3試合 バンタム級ワンマッチ 5分3R
○  ユーリ・アルカンタラ vs.  レアンドロ・イッサ ×
3R終了 判定3-0（29-28、29-28、29-27）
第4試合 ウェルター級ワンマッチ 5分3R
○  ワーレイ・アウヴェス vs.  ノーディン・タレブ ×
2R 4:11 ギロチンチョーク
第5試合 ライトヘビー級ワンマッチ 5分3R
○  パトリック・カミンズ vs.  ハファエル・カバウカンチ ×
3R 0:45 TKO（グラウンドの肘打ち）
第6試合 ウェルター級ワンマッチ 5分3R
○  デミアン・マイア vs.  ニール・マグニー ×
2R 2:52 リアネイキドチョーク

### メインカード
第7試合 女子ストロー級王座挑戦者決定戦 5分3R
○  クラウディア・ガデーリャ vs.  ジェシカ・アギラー ×
3R終了 判定3-0（30-27、30-27、30-27）
※ガデーリャが挑戦権獲得に成功。
第8試合 ヘビー級ワンマッチ 5分3R
○  アントニオ・シウバ vs.  ソア・パラレイ ×
2R 0:41 TKO（パウンド）
第9試合 ヘビー級ワンマッチ 5分3R
○  ステファン・ストルーフェ vs.  アントニオ・ホドリゴ・ノゲイラ ×
3R終了 判定3-0（30-27、30-27、30-27）
第10試合 TUF Brazil 4バンタム級トーナメント 決勝 5分3R
○  ヘジナウド・ヴィエイラ vs.  ジレノ・ロペス ×
3R終了 判定3-0（29-28、30-27、30-27）
※ヴィエイラがトーナメント優勝。
第11試合 TUF Brazil 4ライト級トーナメント 決勝 5分3R
○  グライコ・フランサ vs.  フェルナンド・ブルーノ ×
3R 4:46 リアネイキドチョーク
※フランサがトーナメント優勝。
第12試合 ライトヘビー級ワンマッチ 5分3R
○  マウリシオ・ショーグン vs.  アントニオ・ホジェリオ・ノゲイラ ×
3R終了 判定3-0（29-28、29-28、29-28）
第13試合 UFC世界女子バンタム級タイトルマッチ 5分5R
○  ロンダ・ラウジー vs.  ベチ・コヘイア ×
1R 0:34 KO（右ストレート）
※ラウジーが6度目の防衛に成功。

### 各賞
ファイト・オブ・ザ・ナイト： マウリシオ・ショーグン vs. アントニオ・ホジェリオ・ノゲイラ
パフォーマンス・オブ・ザ・ナイト： ロンダ・ラウジー、デミアン・マイア
各選手にはボーナスとして5万ドルが支給された。